# برانت باركر
برانت باركر (بالإنجليزية: Brant Parker)‏ هو فنان قصص مصورة أمريكي، ولد في 26 أغسطس 1920 في لوس أنجلوس في الولايات المتحدة، وتوفي في 15 أبريل 2007 في لينشبرغ في الولايات المتحدة.

## وصلات خارجية
- برانت باركر على موقع IMDb (الإنجليزية)